# Marie Magdalena Kadlecová
Marie Magdalena Kadlecová, česká spisovatelka píšící dobrodružné a historické romány a také biografie z oboru hudby.
Manželka právníka, historika, sociologa a kulturního antropologa JUDr. Vladimíra Kadlece (13. 3. 1905 Praha - 16. 2. 1969 Praha). Ten byl synem prof. JUDr. Karla Kadlece (1865-1928) a vnukem dirigenta Adolfa Čecha (1841-1903).
O české spisovatelce Marii Magdaleně Kadlecové, není možno kromě seznamu vydaných knih a novinových článků získat žádné jiné životopisné informace. V české literatuře o ní existují jen tyto kusé zmínky:
- Podle záznamu ve Slovníku pseudonymů v české a slovenské literatuře použila autorka roku 1972 pseudonym –MMK–[1].
- Ve Slovníku českých autorů knih pro chlapce je bez životopisných dat uvedeno „Kadlecová Marie Magdalena, autorka biografií a beletrie“[2].
- V databázi Národních autorit spravované Národní knihovnou České republiky je opět bez životopisných dat uvedeno „Kadlecová, Marie Magdalena, beletristka, autorka knih pro mládež a biografií z oboru hudby“[3].
- V jejím dobrodružném románu pro mládež z Nového Zélandu Muž a pes (1967) je uvedeno, že knihu vysvětlivkami opatřil a autorčinu práci po odborné stránce přehlédl dr. Vladimír Kadlec, člen novozélandské Polynesian Society[4].
- Výše zmíněnému muži (Vláďovi) je věnována další autorčina kniha V hudbě život (1972), není zde však uvedeno zda jde o manžela, syna atp. Z doslovu Mirko Očadlíka (napsaného již roku 1960) však plyne, že spisovatelka byla snachou Emy Kadlecové, dcery Adolfa Čecha, po ohluchnutí Bedřich Smetany prvního kapelníka Národního divadla v Praze[5].

## Literární dílo

### Novinové články
- Ohrožená cesta, Lidová demokracie, Roč. 5, 1949, č. 149, 26. 6., s. 6.
- Povídání o skutečnosti, Lidová demokracie, Roč. 5, 1949, č. 171, 24. 7., s. 6
- Obyčejný příběh, Lidová demokracie, Roč. 5, 1949, č. 207, 4. 9., s. 7.
- Promarněný osud, Lidová demokracie, Roč. 5, 1949, č. 231, 2. 10., s. 7.

### Knihy
- Muž a pes, SNDK, Praha 1967, znovu Albatros, Praha 1972. Jde o dobrodružný román pro mládež s cestopisnými prvky, který vypráví o pobytu rakouského přírodovědce Ondřeje Rejška (po otci českého původu) na Novém Zélandu v letech 1877-1889, kdy jej na jeho nebezpečných cestách doprovázel věrný pes César.
- V hudbě život, Supraphon, Praha 1972, životopisný román o Adolfu Čechovi, zprvu sbormistrovi, později po Smetanově ohluchnutí prvním kapelníkovi Národního divadla v Praze. Román je napsán na základě vyprávění jeho dcery Emy, vdovy po právním historikovi a universitním profesorovi JUDr. Karlu Kadlecovi.
- Legenda o dobré ženě, Vyšehrad, Praha 1982, historický román o životě Anny České, dcery českého krále a římskoněmeckého císaře Karla IV. a jeho čtvrté manželky Alžběty Pomořanské. Román sleduje její osudy od narození a až po její předčasnou smrti na mor. Vypráví o jejím dětství v Čechách a o zasnoubení a sňatku s anglickým králem Richardem II, čímž se stala anglickou královnou.